# 1661 Granule
Granule (asteróide 1661) é um asteróide da cintura principal, a 1,9856195 UA. Possui uma excentricidade de 0,0907452 e um período orbital de 1 178,71 dias (3,23 anos).
Granule tem uma velocidade orbital média de 20,15521966 km/s e uma inclinação de 3,03203º.
Esse asteróide foi descoberto em 31 de Março de 1916 por Max Wolf.